# Staurby
Staurby er en by på Vestfyn i Middelfart Kommune, Region Syddanmark.
Staurby huser ca. 90 indbyggere og er den 14. største by i Middelfart-Strib-Nørre Aaby området.
|  | Denne artikel om lokaliteten Staurby kan blive bedre, hvis der indsættes et (bedre) billede. Du kan hjælpe ved at afsøge Wikimedia Commons for et passende billede eller lægge et op på Wikimedia Commons med en af de tilladte licenser og indsætte det i artiklen. |

55°30′16″N 9°47′35″Ø / 55.50439°N 9.79293°Ø